# А-004 (Аполо)
А-004 е шестият последен изпитателен полет на системата за аварийно спасяване в полет с условия, близки до действителните. Тестът е проведен на 20 януари 1966 г. на ракетния полигон в White Sands, щата Ню Мексико. За ракета-носител отново се използва Литъл Джо II, която повече никога не е използвана. Тя е оборудвана с четири твърдогоривни двигателя и пет двигателя тип „Алгол“.

## Цели
Мисия А-004 е безпилотна и се провежда, за да докаже, че системата за аварийно спасяване ще е в състояние да се ориентира и стабилизира по подходящ начин, установен и подобрен в досегашните тестове при авариен режим на работа. Системата за контрол е същата като тази, която е използвана при мисия А-003, с изключение на това, че е премахната системата за автоматичен контрол, а се командва по радио от Земята.

## Полет
Стартът е отлаган няколко пъти поради технически проблеми и метеорологични причини. Стартира на 20 януари в 15:17 часа. Полетът протича безпроблемно и след достигане на желаната височина и скорост е подадена команда за надлъжен наклон. Системата за аварийно спасяване се активира автоматично с 2.9 секунди по-късно. Почти веднага отделянето си командния модул започва да се върти, достигайки пикови стойности на ъглова скорост до 70° в секунда около надлъжната ос и до 160° около другите две. Системата работи според плановете и успява да стабилизира и ориентира модула с топлинния щит точно както е планирано. Модулът е достигнал максимална височина 28,3 км и каца на 34,6 км от мястото на старта. Всички системи са работили правилно и тестът е напълно успешен.